# Fly Music
Fly Music foi um canal de televisão espanhol transmitido na Espanha pela NET TV. O canal exibia uma variedade de videoclipes e perfis de artistas alternativos, como Goldfrapp, Björk, Massive Attack, Hercules and Love Affair, Antony and the Johnsons, MGMT, entre outros, ao longo do dia, por meio de faixas específicas. Exemplos dessas faixas incluem Fly Box, Fly Top e D-Club. Muitos desses programas contavam com apresentadores ao vivo. O canal estava disponível através da televisão digital terrestre e outros serviços de transmissão.
Devido à baixa audiência do canal, o Fly Music foi substituído pelo Disney Channel em 30 de junho de 2008.